# شيرزود عبد الرحمنوف
شيرزود عبد الرحمنوف (مواليد 12 يناير 1982) هو ملاكم أوزباكستاني، مثّل بلاده في الألعاب الأولمبية الصيفية 2004.

## روابط خارجية
شيرزود عبد الرحمنوف على موقع أوليمبيديا (الإنجليزية)